# Lipa (Wdzydze Tucholskie)
Lipa (dodatkowa nazwa w j. kaszub. Lëpa; niem. Lippa) – osada leśna wsi Wdzydze Tucholskie w Polsce, położona w województwie pomorskim, w powiecie kościerskim, w gminie Karsin, nad wschodnim brzegiem jeziora Wdzydze, u nasady "Półwyspu Lipa", na obszarze Wdzydzkiego Parku Krajobrazowego. Osada jest częścią składową sołectwa Wdzydze Tucholskie.
W latach 1975–1998 osada administracyjnie należała do województwa gdańskiego.